# Isidor (escultor)
Isidor (en llatí Isidorus, en grec antic Ἰσίδωρος) fou un escultor grec d'època desconeguda i país incert.
És conegut per la seva estàtua d'Hèrcules a Pàrion a la Propòntida, que Plini li atribueix si bé podria ser una mala lectura. (Naturalis Historia XXXIV, 8. s. 19.16). Una base d'una estàtua amb el nom d'Isidor es va trobar també a Cumes, al fòrum.